# Byrsia ornata
Byrsia ornata là một loài bướm đêm thuộc phân họ Arctiinae, họ Erebidae.